# 石川県立輪島実業高等学校
石川県立輪島実業高等学校（いしかわけんりつ わじまじつぎょうこうとうがっこう、英: Ishikawa Prefectural Wajima Vocational High School）は、かつて石川県輪島市稲舟町字上野にあった公立の実業高等学校。石川県立輪島高等学校との統合により、 2010年（平成22年）3月末に閉校した。通称は「輪実（わじつ）」、「実高（じっこう）」。

## 設置学科
- 地域産業科（2年次から下記の2コースに分かれる）
  - 生産工学コース
  - 漆芸コース
- 情報ビジネス科（2年次から下記の2コースに分かれる）
  - 情報処理コース
  - ビジネスコース

## 校訓・教育目標

### 校訓
自立・創造・信頼

### 教育目標
民主的で文化的な国家及び社会の形成者として、個人の尊厳を自覚し、勤労を喜び、責任を重んじ、創造性を備えた心身ともに健康な人格を目指す。

### スクールカラー
ビクトリアブルー

## 沿革
- 1970年（昭和45年）
  - 01月01日 - 石川県立輪島実業高等学校を設立し、商業科と木材工芸科設置。商業科は石川県立輪島高等学校より移管。
  - 02月01日 - 校章・制服制定。
  - 11月07日 - 校旗樹立式、第1回創立記念式実施。
- 1971年（昭和46年）
  - 04月01日 - 機械科設置。
  - 11月26日 - 管理教室棟完成（第1期工事分）。
- 1972年（昭和47年）
  - 03月23日 - 管理教室棟、工事棟完成（第2期工事分）、輪島市稲舟町上野50番地の新校舎に移転。
  - 10月12日 - 体育館完成（第3期工事分）。
- 1973年（昭和48年）
  - 03月01日 - 実験実習棟完成（第3期工事分）。
  - 04月01日 - 木材工芸科をインテリア科に学科改編。
- 1974年（昭和49年）
  - 03月31日 - 実験実習棟完成（第4期工事分）。
  - 11月12日 - 渡り廊下棟完成（第4期工事分）。
  - 12月06日 - 落成式実施。
- 1979年（昭和54年）08月23日 - 第2体育館完成。
- 1980年（昭和55年）12月10日 - 体育館渡り廊下棟完成。
- 1982年（昭和57年）03月31日 - 前庭及びテニスコート完成。
- 1984年（昭和59年）
  - 3月16日 - 校門完成。
  - 8月10日 - 機械科実習棟増築。
- 1988年（昭和63年）12月5日 - 格技場完成。
- 1993年（平成05年）4月1日 - 機械科を電子機械科に、商業科を情報ビジネス科に学科改編。
- 1994年（平成06年）9月01日 - 電子機械科実習棟改築。
- 1995年（平成07年）9月29日 - 屋外運動場拡張改修完成。
- 1998年（平成10年）
  - 3月19日 - 第1体育館大規模改修工事完了、部室増築棟完成。
  - 4月01日 - インテリア科にインテリアデザインコースと建設コースを新設。
- 1999年（平成11年）3月31日 - インテリア科建設コース施設改修工事完了、談話室完成。
- 2004年（平成16年）4月01日 - 電子機械科とインテリア科を地域産業科に学科改編。
- 2008年（平成20年）4月01日 - 石川県立輪島高等学校との統合により募集停止。
- 2010年（平成22年）
  - 3月06日 - 閉校式。
  - 3月31日 - 閉校[1]。

## 部活動
- 運動部 - 野球、ソフトボール、バレーボール、サッカー、バスケットボール（男）、テニス（男・女）、卓球、剣道
- 文化部 - ブラスバンド、美術、電子機械科研究会、情報ビジネス科研究会、インテリア科研究会

## 校歌
作詞：沖崎達也、作曲：中村外治

## 所在地
〒928-0004 石川県輪島市稲舟町字上野50番地

## アクセス
- 北鉄奥能登バス「塚田」停留所より徒歩

## 出身者
- 丸木唯 - 元プロ野球選手(広島東洋カープ)